# Михайло Грушевський (срібна монета 1996)
«Миха́йло Груше́вський» — срібна ювілейна монета номіналом 1 000 000 карбованців, випущена Національним банком України. Присвячена 130-річчю від дня народження видатного українського вченого-історика, академіка, громадського і політичного діяча, першого Президента Української Народної Республіки у 1917—1918 рр. Михайла Сергійовича Грушевського (1866—1934).
Монету введено в обіг 9 серпня 1996 року. Вона належить до серії «Видатні особистості України».

## Опис та характеристики монети
| Номінал карб. | Метал            | Маса, грам    | Діаметр, мм. | Якість виготовлення | Гурт     | Тираж, штук |
| ------------- | ---------------- | ------------- | ------------ | ------------------- | -------- | ----------- |
| 1 000 000     | срібло 925 проби | 15,55 / 16,81 | 33,0         | пруф                | рифлений | 10 000      |

### Аверс
На аверсі монети в центрі кола, утвореного намистовим узором, знаходиться зображення малого Державного Герба України в обрамленні з двох боків гілками калини. Над гербом розміщена дата 1996 — рік карбування монети. По колу монети написи: вгорі «НАЦІОНАЛЬНИЙ БАНК УКРАЇНИ», внизу у два рядки: «1000000» «КАРБОВАНЦІВ». Під гілками калини розміщені позначення і проба дорогоцінного металу «Ag 925» та його вага у чистоті «15,55».

### Реверс
На реверсі монети в центрі зображено портрет М. С. Грушевського, ліворуч на другому плані — будинок Центральної Ради (тепер Будинок вчителя), де у 1917—1918 рр. працював перший Президент Української Народної Республіки. По колу монет написи: ліворуч «МИХАЙЛО», праворуч «ГРУШЕВСЬКИЙ», внизу «1866–1934» — роки народження і смерті М. С. Грушевського.

## Автори

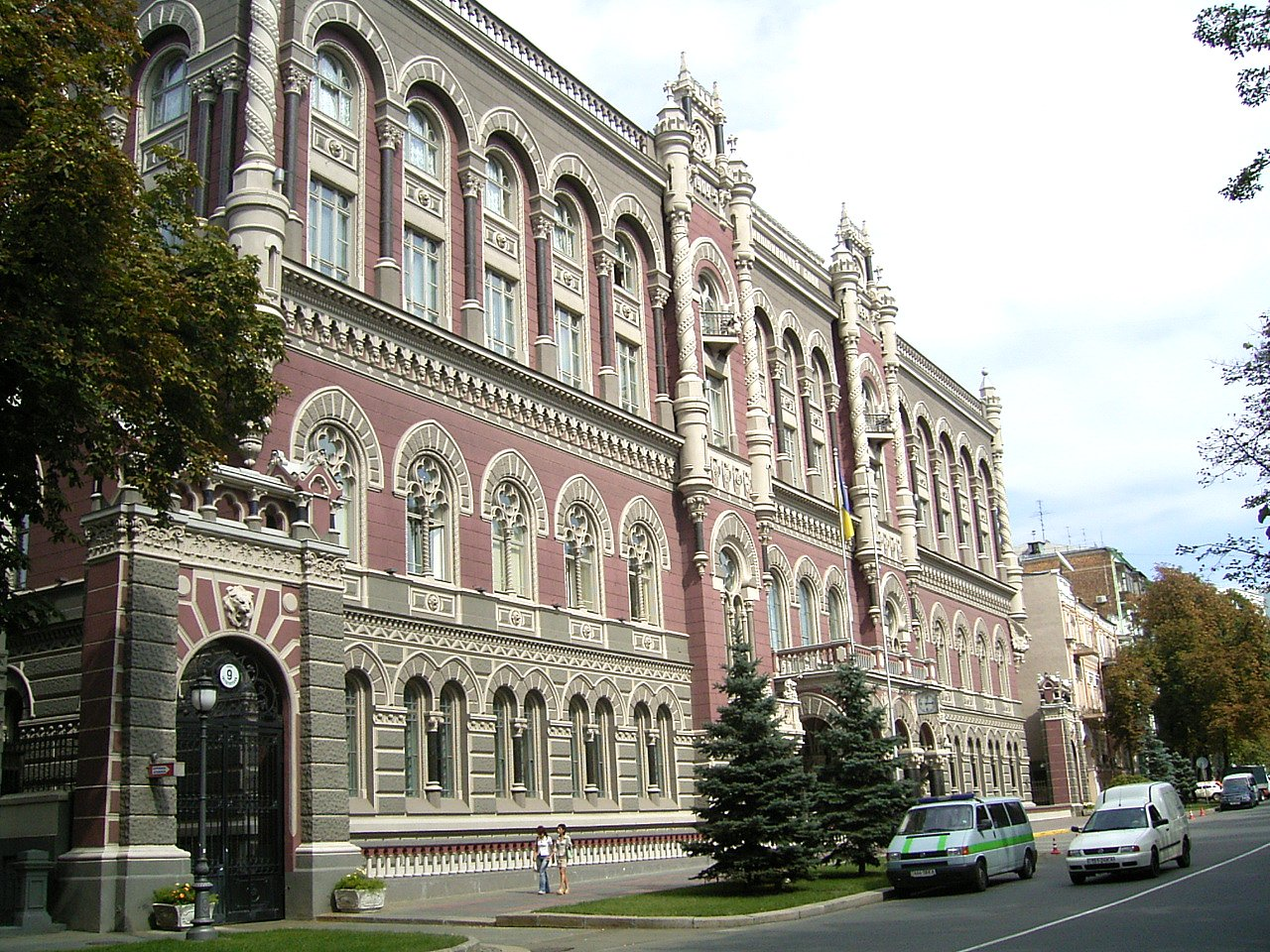
Будівля Національного банку України

- Художник — Олександр Івахненко.
- Скульптор — Штефан Новотни.

## Вартість монети
Ціна монети — 390 гривень, була зазначена на сайт Національного банку України 2014 року.
Фактична приблизна вартість монети, з роками змінювалася так:
| Рік        | 2010 | 2011 | 2012 | 2013 | 2014 | 2015 | 2016 | 2017 | 2018 | 2019 | 2020 | 2021 | 2022  | 2023  | 2024  | 2025  |
| ---------- | ---- | ---- | ---- | ---- | ---- | ---- | ---- | ---- | ---- | ---- | ---- | ---- | ----- | ----- | ----- | ----- |
| Ціна, грн. | 700  | 700  | 700  | 700  | 500  | 500  | 500  | 500  | 930  | 750  | 700  | 950  | 1 200 | 1 600 | 3 400 | 3 500 |